# Persone di nome Elio
| Questa pagina contiene informazioni ricavate automaticamente dalle voci biografiche con l'ausilio del template Bio e di un bot. L'aggiornamento è periodico e automatico e ricostruisce completamente la pagina. Se manca una persona in questa lista, sei pregato di non aggiungerla, ma accertati piuttosto che la sua voce biografica contenga il template Bio e che i dati anagrafici siano correttamente compilati. Se il template Bio manca, inseriscilo tu stesso o, in alternativa, metti l'avviso {{tmp\|Bio}} che ne segnala la mancanza. Se i dati riportati sono sbagliati, correggi direttamente la voce biografica; le modifiche saranno visibili in questa lista entro pochi giorni. Per chiarimenti vedi il progetto antroponimi. La lista contiene solo le 174 persone che sono citate nell'enciclopedia e per le quali è stato implementato correttamente il template Bio. Pagina aggiornata al 6 ago 2025. |

Questa è una lista di persone presenti nell'enciclopedia che hanno il nome Elio, suddivise per attività principale.

## Allenatori di calcio(7)
- Elio Grappone, allenatore di calcio e ex calciatore italiano (Avellino, n. 1933)
- Elio Grassi, allenatore di calcio e calciatore italiano (Perugia, n. 1932 - † 2020)
- Elio Grolli, allenatore di calcio e calciatore italiano (Schio, n. 1913 - Malo, † 2001)
- Elio Gustinetti, allenatore di calcio e ex calciatore italiano (Bergamo, n. 1955)
- Elio Loschi, allenatore di calcio e calciatore italiano (Udine, n. 1909)
- Elio Pagani, allenatore di calcio e calciatore italiano (Legnano, n. 1904 - Legnano, † 1971)
- Elio Rinero, allenatore di calcio e ex calciatore italiano (Beinasco, n. 1947)

## Allenatori di pugilato(1)
- Elio Ghelfi, allenatore di pugilato italiano (Rimini, n. 1937 - Rimini, † 2020)

## Allenatori di sci alpino(1)
- Elio Presazzi, allenatore di sci alpino e ex sciatore alpino italiano (n. 1956)

## Ambientalisti(1)
- Elio Pacilio, ambientalista italiano (Roma, n. 1958)

## Anglisti(1)
- Elio Chinol, anglista, traduttore e critico letterario italiano (Bigolino, n. 1922 - Padova, † 1996)

## Antropologi(1)
- Elio Modigliani, antropologo, esploratore e zoologo italiano (Firenze, n. 1860 - Viareggio, † 1932)

## Architetti(1)
- Elio Libero Quintili, architetto e pittore italiano (Fermo, n. 1906 - Cupra Marittima, † 1988)

## Archivisti(1)
- Elio Lodolini, archivista, storico e paleografo italiano (Roma, n. 1922 - Roma, † 2023)

## Armatori(1)
- Elio Matacena, armatore e imprenditore italiano (Napoli, n. 1924 - Napoli, † 2012)

## Artisti(1)
- Elio Silvestri, artista italiano (Castellaneta, n. 1932 - Budoia, † 2018)

## Attori(11)
- Elio Crovetto, attore italiano (Milano, n. 1926 - Genova, † 2000)
- Elio De Capitani, attore e regista italiano (Sottochiesa di Taleggio, n. 1953)
- Elio Germano, attore e regista teatrale italiano (Roma, n. 1980)
- Elio Jotta, attore italiano (Cremona, n. 1912 - Sanremo, † 1996)
- Elio Marcuzzo, attore italiano (Treviso, n. 1917 - Breda di Piave, † 1945)
- Elio Zamuto, attore, doppiatore e direttore del doppiaggio italiano (Siracusa, n. 1941)
- Elio Pandolfi, attore e doppiatore italiano (Roma, n. 1926 - Roma, † 2021)
- Elio Polimeno, attore italiano (Torre del Greco, n. 1943 - Napoli, † 1998)
- Elio Sannangelo, attore italiano (n. 1926 - † 2020)
- Elio Steiner, attore italiano (Stra, n. 1905 - Roma, † 1965)
- Elio Veller, attore italiano (Caldogno, n. 1937 - Milano, † 2012)

## Avvocati(1)
- Elio Nissim, avvocato, giornalista e traduttore italiano (Firenze, n. 1899 - Reading, † 1996)

## Baritoni(1)
- Elio Battaglia, baritono italiano (Palermo, n. 1933 - Torino, † 2024)

## Bibliotecari(1)
- Elio Providenti, bibliotecario, scrittore e storico italiano (Roma, n. 1929)

## Calciatori(23)
- Elio Angelini, calciatore italiano (Ravenna, n. 1926 - Ravenna, † 1999)
- Elio Bertoni, calciatore italiano (Pisa, n. 1919)
- Elio Binda, ex calciatore italiano (Cellina, n. 1929)
- Elio Borsetto, calciatore e allenatore di calcio italiano (Pianiga, n. 1920 - Roncade, † 2002)
- Elio Bramanti, calciatore italiano (Forte dei Marmi, n. 1913 - Forte dei Marmi, † 1998)
- Elio Canonico, calciatore italiano (Genova, n. 1923)
- Elio Capradossi, calciatore ugandese (Kampala, n. 1996)
- Elio Castro, calciatore messicano (San Juan Bautista Tuxtepec, n. 1988)
- Elio Civinini, calciatore e allenatore di calcio italiano (Pistoia, n. 1909 - Appiano sulla strada del vino, † 2005)
- Elio Ferrazzi, calciatore italiano (Milano, n. 1932 - Brescia, † 1978)
- Elio Garbini, calciatore italiano
- Elio Giorgi, calciatore italiano (Lucca, n. 1931 - Lucca, † 2017)
- Elio Grani, calciatore italiano (Castelvetro di Modena, n. 1930 - Portile, † 2014)
- Elio Letari, calciatore italiano (Busto Arsizio, n. 1934 - Pavia, † 2003)
- Elio Martinis, calciatore italiano (Udine, n. 1923)
- Elio Migliaccio, calciatore italiano (Latina, n. 1966 - Latina, † 2012)
- Elio Onorato, calciatore italiano (Salerno, n. 1924 - † 1998)
- Elio Parolini, ex calciatore italiano (Bellusco, n. 1945)
- Elio Rampinelli, ex calciatore italiano (Bergamo, n. 1930)
- Elio Rossi, calciatore italiano (Pesaro, n. 1927 - Pesaro, † 2009)
- Elio Shazivari, ex calciatore albanese (Tirana, n. 1985)
- Elio Torriani, calciatore italiano (Lambrate, n. 1922 - Celle Ligure, † 1984)
- Elio Vanara, calciatore italiano (Fubine, n. 1944 - Alessandria, † 2003)

## Canoisti(1)
- Elio Sasso Sant, canoista italiano (Saarlouis, n. 1911 - Saarlouis, † 1997)

## Canottieri(1)
- Elio Morille, canottiere italiano (Alessandria, n. 1927 - Roma, † 1998)

## Cantanti(5)
- Elio D'Anna, cantante, flautista e educatore italiano (Napoli, n. 1946)
- Elio Gandolfi, cantante italiano (Argenta, n. 1951)
- Elio Lotti, cantante italiano (Sampierdarena, n. 1921 - Torino, † 2003)
- Elio Mauro, cantante italiano (Avezzano, n. 1934 - Roma, † 1983)
- Tony Renis, cantante, compositore e produttore discografico italiano (Milano, n. 1938)

## Cardinali(1)
- Elio Sgreccia, cardinale, vescovo cattolico e teologo italiano (Nidastore, n. 1928 - Roma, † 2019)

## Ciclisti su strada(5)
- Elio Bavutti, ciclista su strada italiano (San Prospero, n. 1914 - Modena, † 1987)
- Elio Bertocchi, ciclista su strada italiano (Poggio Renatico, n. 1919 - Roma, † 1971)
- Elio Brasola, ciclista su strada e pistard italiano (Galzignano Terme, n. 1927 - Vigonovo, † 1998)
- Elio Festa, ex ciclista su strada italiano (Riolo Terme, n. 1960)
- Elio Maldini, ciclista su strada italiano (Cannuzzo, n. 1911 - Ravenna, † 1995)

## Compositori(1)
- Elio Isola, compositore, direttore d'orchestra e arrangiatore italiano (Genova, n. 1927 - Milano, † 1996)

## Costumisti(1)
- Elio Micheli, costumista e scenografo italiano

## Designer(1)
- Elio Zagato, designer, imprenditore e pilota automobilistico italiano (Milano, n. 1921 - Milano, † 2009)

## Direttori della fotografia(1)
- Elio Bisignani, direttore della fotografia italiano (Italia, n. 1942)

## Dirigenti d'azienda(1)
- Elio Catania, dirigente d'azienda e dirigente pubblico italiano (Catania, n. 1946)

## Dirigenti sportivi(1)
- Elio Signorelli, dirigente sportivo e ex calciatore italiano (Napoli, n. 1970)

## Filosofi(2)
- Elio Franzini, filosofo italiano (Milano, n. 1956)
- Elio Matassi, filosofo italiano (San Benedetto del Tronto, n. 1945 - Roma, † 2013)

## Fotografi(2)
- Elio Ciol, fotografo italiano (Casarsa della Delizia, n. 1929)
- Elio Luxardo, fotografo italiano (Sorocaba, n. 1908 - Milano, † 1969)

## Geografi(1)
- Elio Migliorini, geografo e esperantista italiano (Rovigo, n. 1902 - Roma, † 1988)

## Giocatori di calcio a 5(1)
- Fabián Hernández, ex giocatore di calcio a 5 uruguaiano (Río Branco, n. 1983)

## Giocatori di curling(1)
- Elio Maran, giocatore di curling italiano (Pieve di Cadore, n. 1969)

## Giocatori di poker(1)
- Elio Fox, giocatore di poker statunitense (New York, n. 1986)

## Giornalisti(6)
- Elio Corbani, giornalista e pubblicista italiano (Caravaggio, n. 1932)
- Elio Corno, giornalista e opinionista italiano (Milano, n. 1946 - Novara, † 2025)
- Elio Lannutti, giornalista, saggista e politico italiano (Archi, n. 1948)
- Elio Sparano, giornalista e conduttore televisivo italiano (Catania, n. 1926 - Milano, † 2004)
- Elio Trifari, giornalista e scrittore italiano (Napoli, n. 1945 - † 2021)
- Elio Zorzi, giornalista italiano (Cividale del Friuli, n. 1892 - Venezia, † 1955)

## Giuristi(3)
- Elio Marciano, giurista romano
- Erennio Modestino, giurista romano
- Elio Morselli, giurista italiano (Udine, n. 1927 - Roma, † 2017)

## Grammatici(3)
- Elio Festo Aftonio, grammatico romano (Africa)
- Elio Erodiano, grammatico greco antico (Alessandria d'Egitto)
- Elio Donato, grammatico romano

## Illusionisti(1)
- Alexander, illusionista e conduttore televisivo italiano (Torino, n. 1951)

## Impresari teatrali(1)
- Elio Gigante, impresario teatrale italiano (Pozzuolo del Friuli, n. 1907 - † 1995)

## Ingegneri(1)
- Elio Giangreco, ingegnere italiano (Parenzo, n. 1924 - Napoli, † 2008)

## Inventori(1)
- Elio Trenta, inventore italiano (Città della Pieve, n. 1913 - Città della Pieve, † 1934)

## Judoka(1)
- Elio Verde, judoka italiano (Aversa, n. 1987)

## Magistrati(1)
- Elio Costa, ex magistrato e politico italiano (Maierato, n. 1940)

## Medici(3)
- Elio Augusto Di Carlo, medico, ornitologo e storico italiano (Amatrice, n. 1918 - Cantalupo in Sabina, † 1998)
- Elio Guzzanti, medico e politico italiano (Roma, n. 1920 - Roma, † 2014)
- Elio Talarico, medico, scrittore e drammaturgo italiano (Roma, n. 1907 - Roma, † 1977)

## Mezzofondisti(1)
- Elio Sicari, ex mezzofondista italiano (Catania, n. 1942)

## Militari(2)
- Elio Bettini, militare italiano (Samolaco, n. 1895 - Corfù, † 1943)
- Elio Norino, militare italiano (Salerno, n. 1984)

## Musicisti(1)
- Elio Martusciello, musicista e compositore italiano (Napoli, n. 1959)

## Neurologi(1)
- Elio Lugaresi, neurologo italiano (Castiglione di Cervia, n. 1926 - Bologna, † 2015)

## Notai(1)
- Elio Gallina, notaio italiano (Treviso, n. 1913 - Treviso, † 2008)

## Ostacolisti(1)
- Elio Catola, ex ostacolista italiano (Uliveto Terme, n. 1935)

## Parolieri(1)
- Elio Palumbo, paroliere, compositore e produttore discografico italiano (Taranto, n. 1933 - Roma, † 2004)

## Partigiani(3)
- Elio Chianesi, partigiano italiano (Firenze, n. 1910 - Firenze, † 1944)
- Elio De Cupis, partigiano italiano (Aggius, n. 1924 - Teramo, † 1944)
- Elio Fregonese, partigiano, sindacalista e politico italiano (Treviso, n. 1922 - Treviso, † 2002)

## Piloti automobilistici(1)
- Elio De Angelis, pilota automobilistico italiano (Roma, n. 1958 - Marsiglia, † 1986)

## Pittori(6)
- Elio Bertin, pittore, designer e imprenditore italiano (Cologna Veneta, n. 1928)
- Belio, pittore e grafico italiano (Galliate, n. 1942 - Novara, † 2020)
- Elio De Luca, pittore italiano (Pietrapaola, n. 1950)
- Elio Nava, pittore italiano (Carugate, n. 1954)
- Elio Marchegiani, pittore e scultore italiano (Siracusa, n. 1929)
- Elio Romano, pittore italiano (Trapani, n. 1909 - Catania, † 1996)

## Poeti(6)
- Elio Filippo Accrocca, poeta, scrittore e traduttore italiano (Cori, n. 1923 - Roma, † 1996)
- Elio Andriuoli, poeta, critico letterario e insegnante italiano (Genova, n. 1932 - Napoli, † 2024)
- Elio Lampridio Cerva, poeta, umanista e lessicografo dalmata (Ragusa di Dalmazia, n. 1463 - Ragusa di Dalmazia, † 1520)
- Elio Fiore, poeta italiano (Roma, n. 1935 - Roma, † 2002)
- Elio Pagliarani, poeta e critico teatrale italiano (Viserba, n. 1927 - Roma, † 2012)
- Elio Pecora, poeta, scrittore e saggista italiano (Sant'Arsenio, n. 1936)

## Politici(16)
- Elio Assirelli, politico italiano (Faenza, n. 1923 - Ravenna, † 2009)
- Elio Ballesi, politico italiano (Macerata, n. 1920 - † 1971)
- Elio Vittorio Belcastro, politico italiano (Grotteria, n. 1954)
- Elio Colosimo, politico italiano (Sersale, n. 1937 - Catanzaro, † 2009)
- Elio Di Rupo, politico belga (Morlanwelz, n. 1951)
- Elio Fontana, politico italiano (Marcheno, n. 1941 - Brescia, † 2024)
- Elio Gabbuggiani, politico e partigiano italiano (San Piero a Sieve, n. 1925 - Firenze, † 1999)
- Elio Giovannini, politico e sindacalista italiano (Roma, n. 1929 - Roma, † 2023)
- Elio Morpurgo, politico italiano (Udine, n. 1858 - † 1944)
- Elio Mosele, politico italiano (San Bonifacio, n. 1934 - Verona, † 2024)
- Elio Massimo Palmizio, politico italiano (Milano, n. 1954)
- Elio Quercioli, politico, giornalista e partigiano italiano (Milano, n. 1926 - Milano, † 2001)
- Elio Rosati, politico italiano (Maddaloni, n. 1923 - Roma, † 2016)
- Elio Rostagno, politico italiano (Cuneo, n. 1947)
- Elio Tiriolo, politico italiano (Simeri Crichi, n. 1927 - Roma, † 1982)
- Elio Vito, politico italiano (Napoli, n. 1960)

## Poliziotti(1)
- Elio Di Mella, carabiniere italiano (Morcone, n. 1952 - Avellino, † 1982)

## Presbiteri(1)
- Elio Monari, presbitero e partigiano italiano (Spilamberto, n. 1913 - Firenze, † 1944)

## Produttori cinematografici(1)
- Elio Scardamaglia, produttore cinematografico e regista italiano (Amelia, n. 1920 - Londra, † 2001)

## Pugili(2)
- Elio Calcabrini, ex pugile italiano (Cisterna di Latina, n. 1947)
- Elio Cotena, ex pugile e procuratore sportivo italiano (Napoli, n. 1945)

## Rabbini(1)
- Elio Toaff, rabbino italiano (Livorno, n. 1915 - Roma, † 2015)

## Registi(2)
- Elio Piccon, regista italiano (Bordighera, n. 1925 - Roma, † 1988)
- Elio Ruffo, regista italiano (Bovalino, n. 1921 - Bovalino, † 1972)

## Retori(1)
- Elio Teone, retore greco antico (Alessandria d'Egitto)

## Rugbisti a 15(1)
- Elio De Anna, ex rugbista a 15 e politico italiano (Cordenons, n. 1949)

## Saggisti(1)
- Elio Testoni, saggista e drammaturgo italiano (Mesagne, n. 1947)

## Scacchisti(1)
- Elio Romani, scacchista italiano (Reggio Emilia, n. 1920 - Lecco, † 1999)

## Scenografi(2)
- Elio Altamura, scenografo italiano (Roma, n. 1929 - Roma, † 2004)
- Elio Balletti, scenografo italiano († 1995)

## Scrittori(3)
- Elio Bartolini, scrittore, saggista e poeta italiano (Conegliano, n. 1922 - Varmo, † 2006)
- Elio Grazioli, scrittore e critico d'arte italiano (Fara Gera d'Adda, n. 1954)
- Elio Vittorini, scrittore, traduttore e critico letterario italiano (Siracusa, n. 1908 - Milano, † 1966)

## Scultori(1)
- Elio Morri, scultore italiano (Rimini, n. 1913 - Rimini, † 1992)

## Stilisti(1)
- Elio Fiorucci, stilista e imprenditore italiano (Milano, n. 1935 - Milano, † 2015)

## Storici(1)
- Elio Apih, storico italiano (Trieste, n. 1922 - Trieste, † 2005)

## Storici dell'arte(1)
- Elio Galasso, storico dell'arte, museologo e paleografo italiano (Benevento, n. 1937)

## Tennisti(1)
- Lito Álvarez, ex tennista argentino (Buenos Aires, n. 1947)

## Teologi(1)
- Elio Guerriero, teologo e saggista italiano (Capriglia Irpina, n. 1948)

## Terroristi(1)
- Elio Massagrande, terrorista italiano (Isola Rizza, n. 1941 - Trento, † 1999)

## Umanisti(2)
- Elio Giulio Crotto, umanista italiano (Cremona - Ferrara)
- Antonio de Nebrija, umanista, pedagogo e grammatico spagnolo (Lebrija, n. 1441 - Alcalá de Henares, † 1522)

## Velocisti(1)
- Elio Ragni, velocista italiano (Milano, n. 1910 - Milano, † 1998)

## Vescovi cattolici(2)
- Elio Saraca, vescovo cattolico e diplomatico italiano
- Elio Tinti, vescovo cattolico italiano (Bologna, n. 1936 - Bologna, † 2024)

## Senza attività specificata(4)
- Elio Gasperoni, ex tiratore a volo sammarinese (n. 1943)
- Elio Gioanola, italianista e scrittore italiano (San Salvatore Monferrato, n. 1934)
- Elio Gnagnarelli, ex tiratore a segno italiano (Ortona, n. 1946)
- Elio Michelon, allenatore di rugby a 15 e rugbista a 15 italiano (Padova, n. 1943)